# Thyreopterus limbatus
Thyreopterus limbatus is een keversoort uit de familie van de loopkevers (Carabidae). De wetenschappelijke naam van de soort is voor het eerst geldig gepubliceerd in 1848 door Carl Henrik Boheman.